# Marta Elena Feitó Cabrera
Marta Elena Feitó Cabrera (* um 1961) ist eine kubanische Politikerin und ehemalige Ministerin für Arbeit und Soziale Sicherheit (spanisch ministra de Trabajo y Seguridad Social). In diesem Amt stand sie von 2019 bis 2025.

## Leben und Wirken
Feitó Cabrera hat einen Abschluss als Ingenieurin für Ökonomie und Organisation der Maschinenbauindustrie sowie einen Master in Managementsysteme und Leitung in der sozialen Sicherheit. Zu Studienzeiten war sie u. a. in verschiedenen Jugendorganisationen wie den Jungkommunisten tätig. 
Von 2020 war sie Abgeordnete der Asamblea Nacional del Poder Popular, dem kubanischen Parlament. Seit 2021 ist sie Mitglied des Zentralkomitees der Kommunistischen Partei Kubas. Vor ihrem Amt als Ministerin, welches sie im Dezember 2019 übernahm, war sie in diesem Ministerium Vizeministerin. Als Nachfolger im Amt als Ministerin für Arbeit und Soziales wurde Jesús Otamendiz Campos ernannt.

## Kontroverse Äußerungen
Während der Sitzung des Parlaments im Juli 2025 machte sie eine polemische Aussage zu Bettlern in Kuba, dass dies eigentlich gar keine Bettler wären, sondern nur als solche verkleidet seien. Sie würden ihre Armut nur vortäuschen, um leicht Geld zu verdienen. Nachdem sich selbst Präsident Díaz-Canel von dieser Aussage distanzierte und meinte Feitó Cabrera habe „die Verbindung zur Realität verloren, in der wir leben“, trat sie von ihrem Amt zurück. Dies war das Ergebnis einer gemeinsamen Beratung Feitós mit der Partei- und Staatsführung. Mitglied des Zentralkomitees soll sie vorerst jedoch bleiben. Ihre Beiträge, die sie seit Amtsantritt auf Twitter / X tätigte, wurden nach dem Vorfall gelöscht.